# إيلا بوغدانوفا
إيلا بوغدانوفا هي لاعبة جمباز بهلوانية ‏ أوكرانية، ولدت في 11 يوليو 1996.